# Lepithrix colvillei
Lepithrix colvillei är en skalbaggsart som beskrevs av Dombrow 2007. Lepithrix colvillei ingår i släktet Lepithrix och familjen Melolonthidae. Inga underarter finns listade i Catalogue of Life.